# Ernst zu Hohenlohe
Ernst Paul Zdenko Viktor Karl Egon Maria zu Hohenlohe Schillingfürst (ur. 5 sierpnia 1891 roku w Raciborzu, zm. 17 czerwca 1947 roku w Estoril) – szermierz, uczestnik Igrzysk Olimpijskich 1912, członek rodziny książęcej von Ratibor und Corvey.
Podczas Igrzysk Olimpijskich w Sztokholmie w 1912 roku startował jako reprezentant Austrii w turnieju szablistów indywidualnych. W pierwszej rundzie otrzymał wolny los i awansował do ćwierćfinału. W ćwierćfinale przegrał rywalizację w swojej grupie z Węgrem Ervinem Mészárosem, Niemcem Friedrichem Schwarzem i Brytyjczykiem Williamem Marshem, nie awansując do półfinału.
Był członkiem rodziny książęcej von Ratibor und Corvey. Dziadkiem Ernsta zu Hohenlohe był Wiktor I Maurycy von Ratibor, a jego rodzicami Egon Moritz i Leopoldine von Lobkowicz. Miał pięcioro rodzeństwa: trzech braci i dwie siostry. Jego pierwszą żoną, którą poślubił w 1922 roku była Adele von Caro. Trzy lata po ślubie wziął jednak rozwód; z tego związku pochodził jedyny potomek Ernsta, Egon Maria Alexander Karl Borromäus Leopold Moritz (ur. 1923, zm. 1989). Drugą żoną była Consuelo Eyre, którą poślubił w 1940 roku.